# See You Again (Wiz Khalifa)
"See You Again" is een nummer van de Amerikaanse rapper Wiz Khalifa, in samenwerking met de eveneens Amerikaanse zanger Charlie Puth. Het nummer werd deel van de soundtrack van de actiefilm Furious 7, als eerbetoon aan de overleden acteur Paul Walker. De twee artiesten schreven het nummer samen met DJ Frank E en Andrew Cedar. Voor allebei de artiesten werd "See You Again" het meest succesvolle nummer tot zover. In zesentwintig landen werden de hoogste plaats in de hitlijsten bereikt. In Nederland kwam het nummer niet verder dan de derde plaats. Op 11 juli 2017 versloeg het nummer de video Gangnam Style en werd zo de meest bekeken video op YouTube. Deze eer zou het nummer houden totdat het in augustus 2017 voorbij gestreefd zou worden door Despacito.

## Tracklist
| Nr. | Titel                            | Duur |
| --- | -------------------------------- | ---- |
| 1.  | See You Again (met Charlie Puth) | 5:48 |

## Hitnoteringen

### Nederlandse Top 40
| Hitnotering: 18-04-2015 t/m 05-09-2015 | Hitnotering: 18-04-2015 t/m 05-09-2015 | Hitnotering: 18-04-2015 t/m 05-09-2015 | Hitnotering: 18-04-2015 t/m 05-09-2015 | Hitnotering: 18-04-2015 t/m 05-09-2015 | Hitnotering: 18-04-2015 t/m 05-09-2015 | Hitnotering: 18-04-2015 t/m 05-09-2015 | Hitnotering: 18-04-2015 t/m 05-09-2015 | Hitnotering: 18-04-2015 t/m 05-09-2015 | Hitnotering: 18-04-2015 t/m 05-09-2015 | Hitnotering: 18-04-2015 t/m 05-09-2015 | Hitnotering: 18-04-2015 t/m 05-09-2015 |
| Week:                                  | 1                                      | 2                                      | 3                                      | 4                                      | 5                                      | 6                                      | 7                                      | 8                                      | 9                                      | 10                                     | 11                                     |
| -------------------------------------- | -------------------------------------- | -------------------------------------- | -------------------------------------- | -------------------------------------- | -------------------------------------- | -------------------------------------- | -------------------------------------- | -------------------------------------- | -------------------------------------- | -------------------------------------- | -------------------------------------- |
| Positie:                               | 21                                     | 3                                      | 3                                      | 4                                      | 3                                      | 3                                      | 3                                      | 4                                      | 4                                      | 5                                      | 6                                      |
| Week:                                  | 12                                     | 13                                     | 14                                     | 15                                     | 16                                     | 17                                     | 18                                     | 19                                     | 20                                     | 21                                     |                                        |
| Positie:                               | 8                                      | 9                                      | 11                                     | 13                                     | 13                                     | 13                                     | 18                                     | 20                                     | 27                                     | 30                                     | uit                                    |

### NederlandseSingle Top 100
| Hitnotering (Week 1 t/m 34): 11-04-2015 t/m 28-11-2015 Hitnotering (Week 35): 12-12-2015 Hitnotering (Week 36): 09-01-2016 Hitnotering (Week 37 en 38): 13-02-2016 t/m 20-02-2016 | Hitnotering (Week 1 t/m 34): 11-04-2015 t/m 28-11-2015 Hitnotering (Week 35): 12-12-2015 Hitnotering (Week 36): 09-01-2016 Hitnotering (Week 37 en 38): 13-02-2016 t/m 20-02-2016 | Hitnotering (Week 1 t/m 34): 11-04-2015 t/m 28-11-2015 Hitnotering (Week 35): 12-12-2015 Hitnotering (Week 36): 09-01-2016 Hitnotering (Week 37 en 38): 13-02-2016 t/m 20-02-2016 | Hitnotering (Week 1 t/m 34): 11-04-2015 t/m 28-11-2015 Hitnotering (Week 35): 12-12-2015 Hitnotering (Week 36): 09-01-2016 Hitnotering (Week 37 en 38): 13-02-2016 t/m 20-02-2016 | Hitnotering (Week 1 t/m 34): 11-04-2015 t/m 28-11-2015 Hitnotering (Week 35): 12-12-2015 Hitnotering (Week 36): 09-01-2016 Hitnotering (Week 37 en 38): 13-02-2016 t/m 20-02-2016 | Hitnotering (Week 1 t/m 34): 11-04-2015 t/m 28-11-2015 Hitnotering (Week 35): 12-12-2015 Hitnotering (Week 36): 09-01-2016 Hitnotering (Week 37 en 38): 13-02-2016 t/m 20-02-2016 | Hitnotering (Week 1 t/m 34): 11-04-2015 t/m 28-11-2015 Hitnotering (Week 35): 12-12-2015 Hitnotering (Week 36): 09-01-2016 Hitnotering (Week 37 en 38): 13-02-2016 t/m 20-02-2016 | Hitnotering (Week 1 t/m 34): 11-04-2015 t/m 28-11-2015 Hitnotering (Week 35): 12-12-2015 Hitnotering (Week 36): 09-01-2016 Hitnotering (Week 37 en 38): 13-02-2016 t/m 20-02-2016 | Hitnotering (Week 1 t/m 34): 11-04-2015 t/m 28-11-2015 Hitnotering (Week 35): 12-12-2015 Hitnotering (Week 36): 09-01-2016 Hitnotering (Week 37 en 38): 13-02-2016 t/m 20-02-2016 | Hitnotering (Week 1 t/m 34): 11-04-2015 t/m 28-11-2015 Hitnotering (Week 35): 12-12-2015 Hitnotering (Week 36): 09-01-2016 Hitnotering (Week 37 en 38): 13-02-2016 t/m 20-02-2016 | Hitnotering (Week 1 t/m 34): 11-04-2015 t/m 28-11-2015 Hitnotering (Week 35): 12-12-2015 Hitnotering (Week 36): 09-01-2016 Hitnotering (Week 37 en 38): 13-02-2016 t/m 20-02-2016 | Hitnotering (Week 1 t/m 34): 11-04-2015 t/m 28-11-2015 Hitnotering (Week 35): 12-12-2015 Hitnotering (Week 36): 09-01-2016 Hitnotering (Week 37 en 38): 13-02-2016 t/m 20-02-2016 | Hitnotering (Week 1 t/m 34): 11-04-2015 t/m 28-11-2015 Hitnotering (Week 35): 12-12-2015 Hitnotering (Week 36): 09-01-2016 Hitnotering (Week 37 en 38): 13-02-2016 t/m 20-02-2016 | Hitnotering (Week 1 t/m 34): 11-04-2015 t/m 28-11-2015 Hitnotering (Week 35): 12-12-2015 Hitnotering (Week 36): 09-01-2016 Hitnotering (Week 37 en 38): 13-02-2016 t/m 20-02-2016 | Hitnotering (Week 1 t/m 34): 11-04-2015 t/m 28-11-2015 Hitnotering (Week 35): 12-12-2015 Hitnotering (Week 36): 09-01-2016 Hitnotering (Week 37 en 38): 13-02-2016 t/m 20-02-2016 | Hitnotering (Week 1 t/m 34): 11-04-2015 t/m 28-11-2015 Hitnotering (Week 35): 12-12-2015 Hitnotering (Week 36): 09-01-2016 Hitnotering (Week 37 en 38): 13-02-2016 t/m 20-02-2016 | Hitnotering (Week 1 t/m 34): 11-04-2015 t/m 28-11-2015 Hitnotering (Week 35): 12-12-2015 Hitnotering (Week 36): 09-01-2016 Hitnotering (Week 37 en 38): 13-02-2016 t/m 20-02-2016 | Hitnotering (Week 1 t/m 34): 11-04-2015 t/m 28-11-2015 Hitnotering (Week 35): 12-12-2015 Hitnotering (Week 36): 09-01-2016 Hitnotering (Week 37 en 38): 13-02-2016 t/m 20-02-2016 | Hitnotering (Week 1 t/m 34): 11-04-2015 t/m 28-11-2015 Hitnotering (Week 35): 12-12-2015 Hitnotering (Week 36): 09-01-2016 Hitnotering (Week 37 en 38): 13-02-2016 t/m 20-02-2016 | Hitnotering (Week 1 t/m 34): 11-04-2015 t/m 28-11-2015 Hitnotering (Week 35): 12-12-2015 Hitnotering (Week 36): 09-01-2016 Hitnotering (Week 37 en 38): 13-02-2016 t/m 20-02-2016 | Hitnotering (Week 1 t/m 34): 11-04-2015 t/m 28-11-2015 Hitnotering (Week 35): 12-12-2015 Hitnotering (Week 36): 09-01-2016 Hitnotering (Week 37 en 38): 13-02-2016 t/m 20-02-2016 | Hitnotering (Week 1 t/m 34): 11-04-2015 t/m 28-11-2015 Hitnotering (Week 35): 12-12-2015 Hitnotering (Week 36): 09-01-2016 Hitnotering (Week 37 en 38): 13-02-2016 t/m 20-02-2016 |
| Week: | 1 | 2 | 3 | 4 | 5 | 6 | 7 | 8 | 9 | 10 | 11 | 12 | 13 | 14 | 15 | 16 | 17 | 18 | 19 | 20 | 21 |
| --- | --- | --- | --- | --- | --- | --- | --- | --- | --- | --- | --- | --- | --- | --- | --- | --- | --- | --- | --- | --- | --- |
| Positie: | 39 | 3 | 3 | 3 | 4 | 3 | 3 | 4 | 4 | 6 | 7 | 8 | 9 | 10 | 11 | 12 | 17 | 20 | 18 | 21 | 22 |
| Week: | 22 | 23 | 24 | 25 | 26 | 27 | 28 | 29 | 30 | 31 | 32 | 33 | 34 | | 35 | | 36 | | 37 | 38 | |
| Positie: | 28 | 26 | 33 | 42 | 48 | 47 | 48 | 49 | 54 | 66 | 61 | 78 | 97 | uit | 100 | uit | 88 | uit | 87 | 97 | uit |

### 3FM Mega Top 50
| Hitnotering: 11-04-2015 t/m 24-10-2015 | Hitnotering: 11-04-2015 t/m 24-10-2015 | Hitnotering: 11-04-2015 t/m 24-10-2015 | Hitnotering: 11-04-2015 t/m 24-10-2015 | Hitnotering: 11-04-2015 t/m 24-10-2015 | Hitnotering: 11-04-2015 t/m 24-10-2015 | Hitnotering: 11-04-2015 t/m 24-10-2015 | Hitnotering: 11-04-2015 t/m 24-10-2015 | Hitnotering: 11-04-2015 t/m 24-10-2015 | Hitnotering: 11-04-2015 t/m 24-10-2015 | Hitnotering: 11-04-2015 t/m 24-10-2015 | Hitnotering: 11-04-2015 t/m 24-10-2015 | Hitnotering: 11-04-2015 t/m 24-10-2015 | Hitnotering: 11-04-2015 t/m 24-10-2015 | Hitnotering: 11-04-2015 t/m 24-10-2015 | Hitnotering: 11-04-2015 t/m 24-10-2015 |
| Week:                                  | 1                                      | 2                                      | 3                                      | 4                                      | 5                                      | 6                                      | 7                                      | 8                                      | 9                                      | 10                                     | 11                                     | 12                                     | 13                                     | 14                                     | 15                                     |
| -------------------------------------- | -------------------------------------- | -------------------------------------- | -------------------------------------- | -------------------------------------- | -------------------------------------- | -------------------------------------- | -------------------------------------- | -------------------------------------- | -------------------------------------- | -------------------------------------- | -------------------------------------- | -------------------------------------- | -------------------------------------- | -------------------------------------- | -------------------------------------- |
| Positie:                               | 34                                     | 4                                      | 3                                      | 3                                      | 3                                      | 3                                      | 3                                      | 4                                      | 4                                      | 6                                      | 9                                      | 7                                      | 9                                      | 8                                      | 13                                     |
| Week:                                  | 16                                     | 17                                     | 18                                     | 19                                     | 20                                     | 21                                     | 22                                     | 23                                     | 24                                     | 25                                     | 26                                     | 27                                     | 28                                     | 29                                     |                                        |
| Positie:                               | 12                                     | 9                                      | 18                                     | 23                                     | 23                                     | 24                                     | 31                                     | 31                                     | 35                                     | 43                                     | 46                                     | 49                                     | 45                                     | 48                                     | uit                                    |

### Vlaamse Ultratop 50
| Hitnotering (Week 1 t/m 22): 18-04-2015 t/m 12-09-2015 Hitnotering (Week 23 t/m 25): 26-12-2015 t/m 09-01-2016 | Hitnotering (Week 1 t/m 22): 18-04-2015 t/m 12-09-2015 Hitnotering (Week 23 t/m 25): 26-12-2015 t/m 09-01-2016 | Hitnotering (Week 1 t/m 22): 18-04-2015 t/m 12-09-2015 Hitnotering (Week 23 t/m 25): 26-12-2015 t/m 09-01-2016 | Hitnotering (Week 1 t/m 22): 18-04-2015 t/m 12-09-2015 Hitnotering (Week 23 t/m 25): 26-12-2015 t/m 09-01-2016 | Hitnotering (Week 1 t/m 22): 18-04-2015 t/m 12-09-2015 Hitnotering (Week 23 t/m 25): 26-12-2015 t/m 09-01-2016 | Hitnotering (Week 1 t/m 22): 18-04-2015 t/m 12-09-2015 Hitnotering (Week 23 t/m 25): 26-12-2015 t/m 09-01-2016 | Hitnotering (Week 1 t/m 22): 18-04-2015 t/m 12-09-2015 Hitnotering (Week 23 t/m 25): 26-12-2015 t/m 09-01-2016 | Hitnotering (Week 1 t/m 22): 18-04-2015 t/m 12-09-2015 Hitnotering (Week 23 t/m 25): 26-12-2015 t/m 09-01-2016 | Hitnotering (Week 1 t/m 22): 18-04-2015 t/m 12-09-2015 Hitnotering (Week 23 t/m 25): 26-12-2015 t/m 09-01-2016 | Hitnotering (Week 1 t/m 22): 18-04-2015 t/m 12-09-2015 Hitnotering (Week 23 t/m 25): 26-12-2015 t/m 09-01-2016 | Hitnotering (Week 1 t/m 22): 18-04-2015 t/m 12-09-2015 Hitnotering (Week 23 t/m 25): 26-12-2015 t/m 09-01-2016 | Hitnotering (Week 1 t/m 22): 18-04-2015 t/m 12-09-2015 Hitnotering (Week 23 t/m 25): 26-12-2015 t/m 09-01-2016 | Hitnotering (Week 1 t/m 22): 18-04-2015 t/m 12-09-2015 Hitnotering (Week 23 t/m 25): 26-12-2015 t/m 09-01-2016 | Hitnotering (Week 1 t/m 22): 18-04-2015 t/m 12-09-2015 Hitnotering (Week 23 t/m 25): 26-12-2015 t/m 09-01-2016 | Hitnotering (Week 1 t/m 22): 18-04-2015 t/m 12-09-2015 Hitnotering (Week 23 t/m 25): 26-12-2015 t/m 09-01-2016 |
| Week: | 1 | 2 | 3 | 4 | 5 | 6 | 7 | 8 | 9 | 10 | 11 | 12 | 13 | 14 |
| --- | --- | --- | --- | --- | --- | --- | --- | --- | --- | --- | --- | --- | --- | --- |
| Positie: | 1 | 1 | 1 | 3 | 3 | 4 | 6 | 7 | 7 | 9 | 12 | 8 | 11 | 19 |
| Week: | 15 | 16 | 17 | 18 | 19 | 20 | 21 | 22 | | 23 | 24 | 25 | | |
| Positie: | 23 | 28 | 38 | 37 | 43 | 40 | 47 | 45 | uit | 40 | 45 | 44 | uit | uit |